# L'Evèque
L'Evèque är en bergstopp i Schweiz.   Den ligger i distriktet Hérens och kantonen Valais, i den södra delen av landet, 110 km söder om huvudstaden Bern. Toppen på L'Evèque är 3 716 meter över havet, eller 664 meter över den omgivande terrängen. Bredden vid basen är 12,3 km.
Terrängen runt L'Evèque är huvudsakligen bergig, men den allra närmaste omgivningen är kuperad. Runt L'Evèque är det mycket glesbefolkat, med 2 invånare per kvadratkilometer.. Närmaste större samhälle är Evolène, 16,5 km norr om L'Evèque. 
Trakten runt L'Evèque består i huvudsak av gräsmarker.